# Theridion frizzellorum
Theridion frizzellorum är en spindelart som beskrevs av Claude Lévi 1963. Theridion frizzellorum ingår i släktet Theridion och familjen klotspindlar. Inga underarter finns listade i Catalogue of Life.